# Arbeidsleger

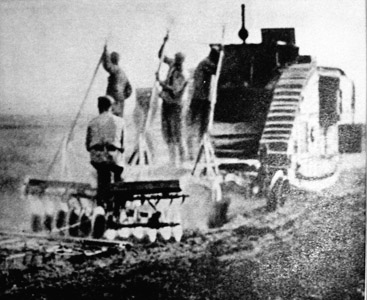
Leden van een arbeidsleger werkend op tank Mark V in 1920.

De vorming van arbeidslegers (Russisch: трудовая армия, trudovaja armija; трудармия, trudarmija) was het doel van de militarisering van de arbeid in bolsjewistisch Rusland tijdens de Russische Burgeroorlog. In eerste instantie werd de term arbeidslegers gebruikt voor regimenten van het Rode Leger die werden ingezet voor economische activiteiten, zoals het delven van kolen. Later werd de term gebruikt voor het organiseren van arbeiders en boeren in de vorm van bataljons voor het uitvoeren van dwangarbeid.

## Geschiedenis

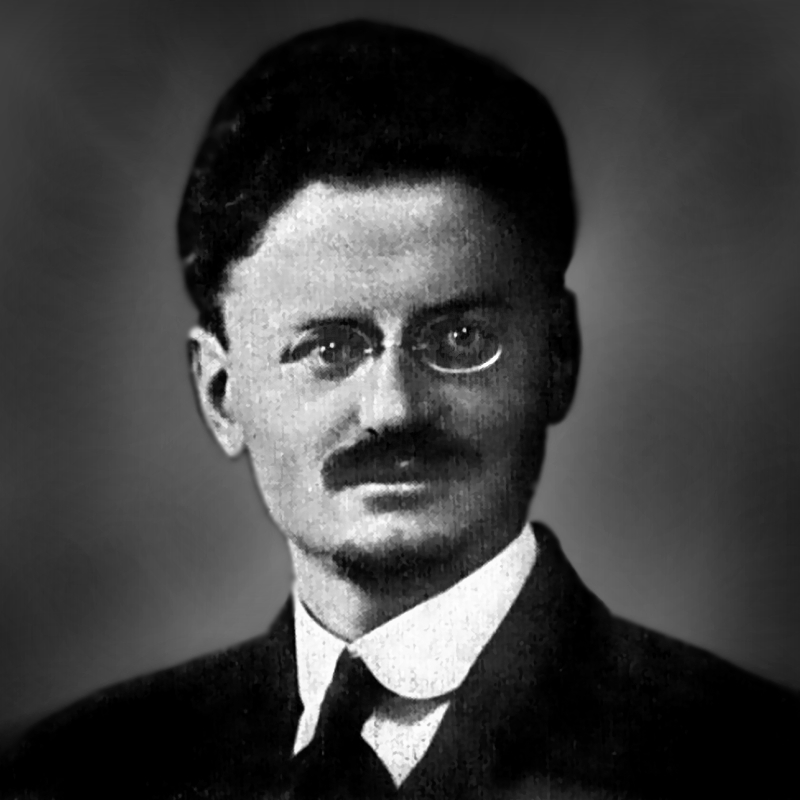
Leon Trotski

Leon Trotski maakte op 16 december 1919 zijn plannen bekend over militarisering van de arbeid, waarin hij pleitte om arbeiders en boeren te plaatsen in arbeidslegers die met militaire discipline de bevelen van het centrale bestuur moesten opvolgen. Volgens Trotski zou dwangarbeid niet leiden tot een lagere productiviteit. In januari 1920 werd een decreet uitgebracht door de communistische regering waarin arbeidsplicht werd ingevoerd volgens een centraal economisch plan. Op het Negende Bolsjewistische Partijcongres beweerde Trotski dat mensen die weigerden om dienst te nemen in de arbeidslegers in concentratiekampen of strafbataljons geplaatst moesten worden. Op 7 april 1920 gaf Vladimir Lenin een toespraak aan het Derde Al-Russische Vakbondscongres waarin hij het beleid van arbeidslegers verdedigde. Lenin verklaarde in dezelfde toespraak dat het rechtvaardig was om iedereen dood te schieten die het belang van zichzelf of zijn dorp boven de rest stelde.
Boeren werden in arbeidslegers georganiseerd en werden gedwongen om in fabrieken te werken, hout te hakken; wegen te bestraten en te werken in mijnen. Mensen die vaak afwezig waren, werden beschouwd als deserteurs. Dorpen werden bezet en mensen die verdacht werden van ondersteunen van deserteurs werden doodgeschoten. Eind 1920 waren er 3.000 fabrieken gemilitariseerd. In de eerste helft van 1920 waren er in driekwart van de gemilitariseerde fabrieken een staking gericht tegen de militarisering van de arbeid. In augustus 1920 werden de spoorwegen door Trotski gemilitariseerd en hij ontsloeg de leiding van de vakbonden wegens hun verzet tegen de militarisering van de arbeid. In een artikel uit januari 1921 riep Lenin op tot een strijd tegen diegenen die zich verzetten tegen de militarisering van de arbeid.
De arbeidslegers werden opgeheven bij de invoering van de Nieuwe Economische Politiek.